# Viceguvernör
Viceguvernör är en titel för en hög statlig ämbetsman som, typiskt sett, konstitutionellt står näst i rang efter en guvernör. Det är en titel som används på olika sätt i olika länder och delar av länder, varför en närmare generell definition inte låter sig göras.
Titeln viceguvernör är vanlig flera i engelsktalande länder (lieutenant governor eller lieutenant-governor).
I USA är en viceguvernör vanligtvis folkvald liksom guvernören, den faktiska makten som viceguvernören innehar varierar mycket från delstat till delstat.

## Viceguvernörer i olika länder

### Australien
Delstaterna i Australien har viceguvernörer utan egen makt knuten till titeln, men träder in i delstatens guvernörs ställe när guvernören inte är i tjänst. I flera delstater är ordföranden för delstatens högsta domstol även viceguvernör, exempelvis New South Wales och Victoria.

### Guernsey
På Guernsey har drottningens högsta befallningshavare titeln viceguvernör och fungerar de facto som statschef.

### Indien
Den högsta positionen i indiska unionsterritorier har titeln viceguvernör, medan den högsta positionen i delstaterna är guvernör.

### Isle of Man
På Isle of Man är viceguvernören representant för Lord of Mann, nämligen kung Charles III. Viceguvernören är ofta en tidigare diplomat eller hög militär. Ingen infödd manxbo har någonsin varit viceguvernör av Isle of Man.

### Jersey
På Jersey har drottningens högsta befallningshavare titeln viceguvernör och fungerar de facto som statschef.

### Kanada

Tjänstetecken för en kanadensisk viceguvernör.

I Kanada har monarkens representant i provinserna titeln viceguvernör (Lieutenant Governor), medan dennes ställföreträdare för hela Kanada har titeln generalguvernör. Viceguvernörerna utses av generalguvernören på förslag från Kanadas premiärminister.
Viceguvernörernas funktion i provinserna motsvarar generalguvernörens vicekungliga roll för hela landet, dvs de utser provinsens premiärminister (regeringschef) baserat på politiska styrkeförhållanden i den folkvalda provinsförsamlingen, ger kunglig sanktion till lagförslag och utför andra representativa och ceremoniella uppgifter.

Flagga för Albertas viceguvernör
Flagga för British Columbias viceguvernör
Flagga för Manitobas viceguvernör
Flagga för New Brunswicks viceguvernör
Flagga för Newfoundland och Labradors viceguvernör
Flagga för Ontarios viceguvernör
Flagga för Prince Edward Islands viceguvernör
Flagga för Quebecs viceguvernör
Flagga för Saskatchewans viceguvernör

### Samväldesländer
I flera samväldesländer är viceguvernören vice statschef.

### USA

Sigill för Texas viceguvernör

De flesta amerikanska delstatsstyren har en viceguvernör som står näst i rang till guvernören och träder in i guvernörens ställe om guvernören tillfälligt eller permanent blir oförmögen att utöva sin tjänst, dvs motsvarande förhållande som råder mellan USA:s president och vicepresidenten i den federala statsmakten.
Varje delstat beslutar själva om förekomsten av ett viceguvernörsämbete i sin delstatskonstitution och vilka uppgifter en sådan i så fall har.
- Lista över viceguvernörer i Georgia
- Lista över viceguvernörer i Hawaii
- Lista över viceguvernörer i Indiana
- New Jerseys viceguvernör
- Texas viceguvernör
- Virginias viceguvernör

I delstaterna Arizona, Maine, New Hampshire, Oregon och Wyoming finns ingen viceguvernör.